# Puchar Polski (okręg Jelenia Góra) w piłce nożnej mężczyzn (2021/2022)
W sezonie 2021/2022 Puchar Polski na szczeblu okręgowym w okręgu Jelenia Góra składał się z 6 rund, w których wzięło udział zespoły z okręgu jeleniogórskiego. Rozgrywki miały na celu wyłonienie zdobywcy Okręgowego Pucharu Polski w okręgu Jelenia Góra i uczestnictwo w rozgrywkach szczebla regionalnego woj. dolnośląskiego.

## Uczestnicy
| III liga                  | IV liga                                                 | klasa okręgowa | klasa A | klasa B | nieligowe                                       |
| ------------------------- | ------------------------------------------------------- | --- | --- | --- | ----------------------------------------------- |
| - Karkonosze Jelenia Góra | - Apis Jędrzychowice - Łużyce Lubań - Leśnik Osiecznica | - Cosmos Radzimów - Gryf Gryfów Śląski - Czarni Lwówek Śląski - Nysa Zgorzelec - Górnik Węgliniec - Hutnik Pieńsk - Włókniarz Leśna - Lotnik Jeżów Sudecki - Włókniarz Mirsk - BKS Bobrzanie Bolesławiec - Victoria Jelenia Góra - Chrobry Nowogrodziec | - Piast Zawidów - WKS Żarki Średnie - Granica Bogatynia - Rybak Parowa - Lechia Piechowice - Chmielanka Chmieleń - LZS Porajów-Kopaczów - Fatma Pobiedna - Olsza Olszyna Lubańska - Kwisa Świeradów Zdrój - Zryw Ubocze - Sparta Zebrzydowa - KS Stare Jaroszowice - GKS Gromadka - GKS Warta Bolesławiecka - Bóbr Marciszów - KS Łomnica - Olimpia Kamienna Góra - LKS Ocice - LZS Brzeźnik - LZS Łaziska - Kolonia Bolesławiec - Orzeł Wojcieszów - Czarni Przedwojów - Orzeł Mysłakowice | - Orzeł Platerówka - Stella Lubomierz - Piast Czerwona Woda - Orliki/Oldboys Gmina Węgliniec - Przyszłość Dłużyna - Zryw Bratków - LZS Zaręba - Jawa Otok - BKS Bobrzanie II Bolesławiec - GKS II Gromadka - Karkonosze II Jelenia Góra - KKS Jelenia Góra - KS Milików - LKS Mierzwin - FC Karpacz - Uran Okrzeszyn - Husaria Grzędy - Bolko Bolków - Amfibolit Leszczyniec | - Piast Wykroty - Kolegium Sędziów Jelenia Góra |

## I runda
Losowanie par I rundy (podobnie jak następnych rund) odbyło się 14 lipca 2021 roku, natomiast mecze zostały rozegrane 7, 8, 11, 12, 15 i 18 sierpnia tegoż roku. Karkonosze Jelenia Góra i Apis Jędrzychowice otrzymały wolny los.
| 7 sierpnia 2021 | Orzeł Platerówka | 1:1 k. 3:5    | Gryf Gryfów Śląski     |  |
| 17:00           | 43' Adrian Kozak | (1:0, k. 3:5) | 64' Mateusz Tyszkowski |  |

| 7 sierpnia 2021 | LZS Zaręba | 0:13  | Olsza Olszyna Lubańska |  |
| 17:00           |            | (0:5) | 13', 15' Wojciech Karolewicz · 24' Mateusz Fedorowicz · 26' Tomasz Kusiakiewicz · 40' (sam.) Tomasz Mockało · 47', 60', 85' Marek Kossowski · 52' Rafał Macioszczyk · 77', 83', 89' Krzysztof Stanowski · 80' Hubert Kalwasiński |  |

| 7 sierpnia 2021 | GKS II Gromadka                                                   | 4:7   | GKS Warta Bolesławiecka                                                                     |  |
| 17:00           | 59', 83' Konrad Kliszcz · 68' Konrad Grzywacz · 80' Paweł Adamski | (0:3) | 2', 50', 71' Krzysztof Szymański · 12', 63', 90' Kacper Wojciechowski · 20' Krzysztof Hyjek |  |

| 7 sierpnia 2021 | KS Milików         | 1:9   | Chrobry Nowogrodziec |  |
| 17:00           | 58' Mateusz Mytnik | (0:5) | 14', 38', 45' Adam Turko · 17' Paweł Wielogórski · 37' Krystian Smolarek · 55' Jakub Piekarz · 67' Sebastian Różnicki · 69', 72' Rafał Mazur |  |

| 7 sierpnia 2021 | LKS Mierzwin    | 1:6   | Kolonia Bolesławiec                                                                             |  |
| 17:00           | 5' Marek Farbis | (1:4) | 16', 63', 75' Maciek Goss · 22' Mateusz Zimniak · 32' Sławomir Pełdiak · 38' Patryk Graczkowski |  |

| 8 sierpnia 2021 | Bóbr Marciszów                               | 2:6   | KS Łomnica                                                                                     |  |
| 11:00           | 25' Dawid Trząsalski · 86' Arkadiusz Kubicki | (1:2) | 19' Mateusz Woś · 36' Paweł Habasiński · 56', 74', 89' Mateusz Cieślik · 57' Damian Kucharczyk |  |

| 8 sierpnia 2021 | LKS Ocice                                        | 2:2 k. 4:5    | LZS Brzeźnik          |  |
| 11:00           | 47' Daniel Długosz · 72' (sam.) Damian Wójtowicz | (0:0, k. 4:5) | 75', 89' Marcin Tofil |  |

| 8 sierpnia 2021 | Husaria Grzędy                                                  | 3:10  | Orzeł Wojcieszów |  |
| 11:00           | 26' Tomasz Chyliński · 32' Marcin Kaczanowski · 57' Eryk Cichoń | (2:5) | 12', 33', 63' Jakub Załupka · 13' Adrian Łuszczak · 15', 52', 76', 83' Jakub Chorągwicki · 21' Oskar Ciźla · 87' Patryk Lidtke |  |

| 8 sierpnia 2021 | Chmielanka Chmieleń     | 1:5   | Czarni Lwówek Śląski                                     |  |
| 15:00           | 12' Sebastian Mrozowski | (1:3) | 40' Krystian Ranecki · 42', 44', 50', 80' Bartosz Sikora |  |

| 8 sierpnia 2021 | Jawa Otok                                                       | 4:2   | GKS Gromadka          |  |
| 15:00           | 45', 87' Karol Kubaj · 48' Patryk Żółtański · 80' Patryk Drużga | (1:2) | 3', 15' Daniel Kajcer |  |

| 11 sierpnia 2021 | Piast Zawidów | 3:0 (wo.) | Piast Wykroty |  |
| 17:00            |               |           |               |  |

| 11 sierpnia 2021 | WKS Żarki Średnie     | 1:3   | Cosmos Radzimów                             |  |
| 17:00            | 84' Michał Czajkowski | (0:1) | 5', 70' Paweł Romańczuk · 90' Miłosz Szałas |  |

| 11 sierpnia 2021 | Granica Bogatynia | 3:0 (wo.) | Rybak Parowa |  |
| 17:00            |                   |           |              |  |

| 11 sierpnia 2021 | Stella Lubomierz                  | 4:6   | Łużyce Lubań |  |
| 17:00            | 22', 70', 74', 89' Roman Sidorski | (1:3) | 11' Dominik Szpytma · 13', 40' Łukasz Kusiak · 50' Jakub Jakubczyk · 65' (sam.) Mateusz Jędras · 90' Rafał Polerowicz |  |

| 11 sierpnia 2021 | Piast Czerwona Woda | 0:4   | Nysa Zgorzelec                                    |  |
| 17:00            |                     | (0:2) | 24', 63', 71' Łukasz Wójcik · 31' Marcin Podwalny |  |

| 11 sierpnia 2021 | LZS Porajów-Kopaczów | 1:2 | Górnik Węgliniec |  |
| 17:00            | ?' ?                 |     | ?' ? · ?' ?      |  |

| 11 sierpnia 2021 | Orliki/Oldboys Gmina Węgliniec | 0:26  | Hutnik Pieńsk |  |
| 17:00            |                                | (0:8) | 9', 44', 61', 67', 77' Dawid Derkowski · 11', 25', 37' Maciej Daśko · 15' Dawid Zazulak · 22' Maciej Kiełbowicz · 27' Filip Kiełbowicz · 47', 50', 63', 78', 83' Jakub Duszyński · 53', 54', 66', 70', 74', 75', 81', 86' Dariusz Kowal · 56' Wiktor Rękas · 69' Przemysław Ofiara |  |

| 11 sierpnia 2021 | Fatma Pobiedna        | 1:5   | Włókniarz Leśna                                                                            |  |
| 17:00            | 30' Aleksander Rypicz | (1:2) | 7', 85' Mateusz Kalka · 22' Bartosz Wichuła · 49' Konrad Starczewski · 57' Rafał Wichowski |  |

| 11 sierpnia 2021 | Kwisa Świeradów Zdrój | 0:4   | Lotnik Jeżów Sudecki                                  |  |
| 17:00            |                       | (0:1) | 11', 78', 79' Michał Piwiński · 70' Maciej Suchanecki |  |

| 11 sierpnia 2021 | Zryw Ubocze | 0:3   | Włókniarz Mirsk                                             |  |
| 17:00            |             | (0:2) | 8' Patryk Czyrko · 27' Adrian Talarski · 76' Adrian Tomczak |  |

| 11 sierpnia 2021 | Sparta Zebrzydowa                                  | 5:3   | KS Stare Jaroszowice    |  |
| 17:00            | 57' Paweł Klecha · 71', 86', 90', 90' Ernest Skóra | (0:2) | 10', 16', 69' Kamil Tur |  |

| 11 sierpnia 2021 | LZS Łaziska | 0:3 (wo.) | Leśnik Osiecznica |  |
| 17:00            |             |           |                   |  |

| 11 sierpnia 2021 | FC Karpacz                                                                                        | 9:2   | Uran Okrzeszyn           |  |
| 17:00            | 22', 44', 48', 57', 75', 78', 80' Mateusz Cyganek · 50' Sebastian Szujewski · 56' Kamil Czerwinka | (2:1) | 11', 71' Mariusz Gromala |  |

| 11 sierpnia 2021 | Bolko Bolków                                                               | 3:2   | Amfibolit Leszczyniec            |  |
| 17:00            | 47' Amfibolit Leszczyniec · 73' Adrian Dąbrowski · 88' Wojciech Krosnowski | (0:1) | 6' Jan Furtak · 59' Kamil Kluska |  |

| 11 sierpnia 2021 | Czarni Przedwojów                                  | 3:5   | Orzeł Mysłakowice                                                           |  |
| 17:00            | 24', 88' Nikodem Kumorek · 86' Sebastian Wójtowicz | (1:2) | 33', 36' Jakub Matuszewski · 53' Kamil Amborski · 73', 82' Piotr Wawrzyniak |  |

| 11 sierpnia 2021 | Olimpia Kamienna Góra                              | 2:5   | Victoria Jelenia Góra                                                                     |  |
| 18:00            | 49' Przemysław Powiertowski · 67' Marcin Wieczorek | (0:2) | 7', 53' Maksymilian Denis · 21' Iwan Semeniuk · 61' Marcin Tusiński · 87' Julian Rudnicki |  |

| 12 sierpnia 2021 | Lechia Piechowice    | 1:3   | Kolegium Sędziów Jelenia Góra                                     |  |
| 17:00            | 67' Adrian Maćkowiak | (0:1) | 18' Krzysztof Sadowski · 69' Kacper Kizyma · 79' Kamil Olejarczyk |  |

| 15 sierpnia 2021 | Przyszłość Dłużyna                                  | 4:4 k. 2:3    | Zryw Bratków                                              |  |
| 11:00            | 8', 19', 79' Radosław Rękas · 49' Krzysztof Odzioba | (2:2, k. 2:3) | 24', 38', 86' Krystian Jagodzińsk · 66' Michał Faderewicz |  |

| 17 sierpnia 2021 | Karkonosze II Jelenia Góra                                                            | 5:0   | KKS Jelenia Góra |  |
| 18:00            | 14' Dominik Matyszkiewicz · 24', 26' Jakub Nygbur · 44' Dawid Gil · 63' Kacper Tokarz | (4:0) |                  |  |

| 18 sierpnia 2021 | BKS II Bobrzanie Bolesławiec | 3:3 k. 2:4 | BKS Bobrzanie Bolesławiec |  |
| 17:00            | ?' ? · ?' ? · ?' ?           |            | ?' ? · ?' ? · ?' ?        |  |

## 1/16 finału
Losowanie par 1/16 finału odbyło się 14 lipca 2021 roku, natomiast mecze zostały rozegrane w dniach 24-26 i 31 sierpnia tegoż roku.
| 24 sierpnia 2021 | Piast Zawidów                                   | 2:2 k. 3:4    | Kolegium Sędziów Jelenia Góra            |  |
| 17:00            | 15' Oskar Pietruszewski · 85' Klim Chodżamkułow | (1:1, k. 3:4) | 25' Kacper Kizyma · 68' Marcel Grabowski |  |

| 25 sierpnia 2021 | Granica Bogatynia           | 2:4   | Cosmos Radzimów                    |  |
| 17:00            | 12', 19' Łukasz Szczepaniuk | (2:2) | 33', 44', 65', 77' Paweł Romańczuk |  |

| 25 sierpnia 2021 | Czarni Lwówek Śląski | 1:4   | Łużyce Lubań                                                                           |  |
| 17:00            | 45' Michał Sakiel    | (1:2) | 12' Emanuel Karwecki · 21' Damian Bojdziński · 49' Jacek Góraj · 75' Oliwier Misiewicz |  |

| 25 sierpnia 2021 | Górnik Węgliniec | 2:0 | Nysa Zgorzelec |  |
| 17:00            | ?' ? · ?' ?      |     |                |  |

| 25 sierpnia 2021 | Zryw Bratków | 0:9   | Hutnik Pieńsk |  |
| 17:00            |              | (0:4) | 4', 6', 31', 82' Przemysław Ofiara · 36' Wiktor Rękas · 48' Remigiusz Zieliński · 70', 88' Adam Wojtowicz · 81' Jakub Duszyński |  |

| 25 sierpnia 2021 | Olsza Olszyna Lubańska                                                                 | 4:1   | Włókniarz Leśna  |  |
| 17:00            | 25' Marek Kurec · 38' Łukasz Misiurek · 62' Tomasz Kusiakiewicz · 88' Łukasz Martyniak | (2:0) | 78' Konrad Kalka |  |

| 25 sierpnia 2021 | Włókniarz Mirsk | 0:3 (wo.) | Lotnik Jeżów Sudecki |  |
| 17:00            |                 |           |                      |  |

| 25 sierpnia 2021 | Jawa Otok       | 1:2   | Sparta Zebrzydowa                |  |
| 17:00            | 74' Karol Kubaj | (0:0) | 79' Jacek Kot · 90' Paweł Klecha |  |

| 25 sierpnia 2021 | GKS Warta Bolesławiecka | 1:11  | BKS Bobrzanie Bolesławiec |  |
| 17:00            | 45' Maciej Pyrka        | (1:4) | 1' Jakub Kowalonek · 11', 73' Michał Kapusz · 41', 60' Jacek Bochnia · 43' Kamil Posadowski · 47', 79', 80' Adrian Biały · 63' Piotr Kuczyński · 84' Mateusz Medyński |  |

| 25 sierpnia 2021 | LZS Brzeźnik               | 3:1   | Chrobry Nowogrodziec    |  |
| 17:00            | 7', 37', 57' Józef Stempak | (2:0) | 75' Nikolas Niedzielski |  |

| 25 sierpnia 2021 | Kolonia Bolesławiec | 0:13  | Leśnik Osiecznica |  |
| 17:00            |                     | (0:6) | 15', 27', 74' Oskar Małecki · 18', 81' Bartosz Gudzowski · 33', 38' Mateusz Wrzesiński · 45' Dawid Kałużyński · 56' Jakub Fila · 63' Artur Broszko · 76', 85' Józef Pietrzak · 89' Miłosz Kozioł |  |

| 25 sierpnia 2021 | FC Karpacz | 0:3 (wo.) | Orzeł Wojcieszów |  |
| 17:00            |            |           |                  |  |

| 25 sierpnia 2021 | Bolko Bolków            | 1:4   | Orzeł Mysłakowice                                     |  |
| 17:00            | 11' Wiktor Żołądkiewicz | (1:2) | 19' Filip Błaszczyk · 28', 67', 80' Jakub Matuszewski |  |

| 25 sierpnia 2021 | Victoria Jelenia Góra | 0:2   | Karkonosze Jelenia Góra                         |  |
| 17:30            |                       | (0:0) | 68' Mateusz Czerwiński · 81' Paweł Niemienionek |  |

| 26 sierpnia 2021 | Piast Zawidów | 0:2   | Apis Jędrzychowice     |  |
| 17:00            |               | (0:1) | 8', 73' Daniel Piechno |  |

| 31 sierpnia 2021 | Karkonosze II Jelenia Góra                                                                                          | 8:3   | KS Łomnica                                         |  |
| 17:30            | 3', 49', 54' Michał Dryja · 17' Kacper Tokarz · 60' Mikołaj Milewski · 87', 88' Jakub Nygbur · 90' Bartosz Kamiński | (2:0) | 62', 77' Jakub Wyderkowski · 70' Damian Kucharczyk |  |

## 1/8 finału
Losowanie par 1/8 finału odbyło się 14 lipca 2021 roku, natomiast mecze rozegrano w dniach 14-15 września tegoż roku.
| 14 września 2021 | Cosmos Radzimów     | 1:7   | Apis Jędrzychowice                                                                                                 |  |
| 17:00            | 56' Paweł Romańczuk | (0:2) | 9' Patryk Bystryk · 33', 60', 64' Maciej Gargas · 57' Maciej Machowski · 61' Daniel Piechno · 71' Michał Rachański |  |

| 14 września 2021 | Łużyce Lubań | 8:0   | Kolegium Sędziów Jelenia Góra |  |
| 17:00            | 9' Łukasz Kusiak · 26' Kamil Młynarski · 54', 56' Kamil Sitek · 61' Damian Buzała · 64' Paweł Urbaniak · 70' Jacek Góraj · 81' Denis Wadziński | (2:0) |                               |  |

| 15 września 2021 | Górnik Węgliniec   | 3:15 | Hutnik Pieńsk                                                                                          |  |
| 17:00            | ?' ? · ?' ? · ?' ? |      | ?' ? · ?' ? · ?' ? · ?' ? · ?' ? · ?' ? · ?' ? · ?' ? · ?' ? · ?' ? · ?' ? · ?' ? · ?' ? · ?' ? · ?' ? |  |

| 15 września 2021 | Olsza Olszyna Lubańska             | 2:3   | Lotnik Jeżów Sudecki                                                  |  |
| 17:00            | 4' Marek Kurec · 45' Serhij Dołbin | (2:1) | 20' Krzysztof Białkowski · 46' Michał Piwiński · 56' Mateusz Zawadzki |  |

| 15 września 2021 | Sparta Zebrzydowa | 1:6   | BKS Bobrzanie Bolesławiec                                                   |  |
| 17:00            | 70' Paweł Wilk    | (0:2) | 24', 40', 51' Karol Borowski · 48', 87' Marcin Kraśnicki · 82' Adrian Biały |  |

| 15 września 2021 | Karkonosze II Jelenia Góra | 1:4 | Karkonosze Jelenia Góra                                                  |  |
| 17:00            | 45' Wojciech Galos         |     | ?' Kamil Młodziński · 55' Michał Wawrzyniak · 90', 90' Brajan Kułakowski |  |

| 15 września 2021 | LZS Brzeźnik                               | 3:5   | Leśnik Osiecznica                                       |  |
| 17:00            | 1', 70' Józef Stempak · 88' Michał Cieślak | (1:1) | 21' Adrian Puzio · 60', 62', 68', 72' Daniel Ziółkowski |  |

| 15 września 2021 | Orzeł Wojcieszów                     | 2:2 k. 2:4    | Orzeł Mysłakowice                        |  |
| 17:00            | 10' Robert Łużny · 70' Jakub Załupka | (1:0, k. 2:4) | 55' Piotr Wawrzyniak · 72' Kacper Gęślak |  |

## 1/4 finału
Losowanie par ćwierćfinałowych odbyło się 14 lipca 2021 roku, natomiast mecze rozegrano 29 września tegoż roku.
| 28 września 2021 | Łużyce Lubań          | 1:0   | Apis Jędrzychowice |  |
| 16:30            | 30' Damian Bojdziński | (1:0) |                    |  |

| 29 września 2021 | Hutnik Pieńsk     | 1:1 k. 6:5    | Lotnik Jeżów Sudecki    |  |
| 16:30            | 79' Dariusz Kowal | (0:0, k. 6:5) | 90' Michał Staniszewski |  |

| 29 września 2021 | BKS Bobrzanie Bolesławiec | 0:3   | Karkonosze Jelenia Góra                                            |  |
| 16:30            |                           | (0:3) | 13' Kamil Młodziński · 20' Mateusz Czerwiński · 29' Mateusz Baszak |  |

| 29 września 2021 | Orzeł Mysłakowice | 0:2   | Leśnik Osiecznica                        |  |
| 16:30            |                   | (0:0) | 67' Daniel Ziółkowski · 72' Adrian Puzio |  |

## 1/2 finału
Losowanie par półfinałowych odbyło się 14 lipca 2021 roku, natomiast mecze rozegrano 13 października tegoż roku.
| 13 października 2021 | Hutnik Pieńsk | 0:7   | Łużyce Lubań                                                                                            |  |
| 15:30                |               | (0:3) | 23' Kamil Młynarski · 41', 44' Paweł Urbaniak · 50' Mykoła Czernyszenko · 54', 70', 90' Adrian Schónung |  |

| 13 października 2021 | Leśnik Osiecznica    | 1:5   | Karkonosze Jelenia Góra                                                        |  |
| 15:30                | 82' Dawid Kałużyński | (0:3) | 11', 30', 81' Mateusz Czerwiński · 44' Oskar Giziński · 90' Bartosz Poszelężny |  |

## Finał
Mecz finałowy miał miejsce 6 kwietnia 2022 roku. W nim Łużyce Lubań pokonał Karkonosze Jelenią Górę, dzięki czemu wygrał Okręgowy Puchar Polski w okręgu Jelenia Góra i uzyskał możliwość gry na szczeblu regionalnym woj. dolnośląskiego w 2022 roku.
| 6 kwietnia 2022 | Łużyce Lubań                                                     | 3:2   | Karkonosze Jelenia Góra                        |  |
| 17:00           | 22' Damian Bojdziński · 41' Łukasz Staroń · 58' Maciej Furmański | (2:1) | 43' Mateusz Czerwiński · 56' Kamil Kurianowicz |  |